# Џо Квимби
Џо Квимби (енгл. Joe Quimby) је измишљени лик у анимираној ТВ серији Симпсонови. Глас му је позајмио Дан Кастеланета.
Дугогодишњи је градоначелник измишљеног града, Спрингфилда. Одаје утисак незаинтересованог, љигавог политичара, кога занима само да остане на власти, и да троши новац грађана за личне интересе.